# Bedrós Hadjian

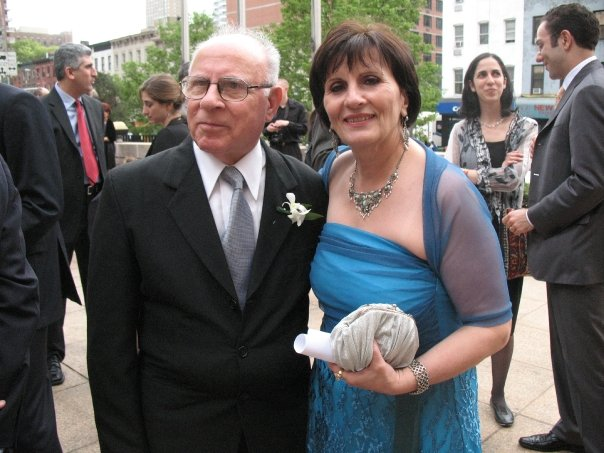
Bedros Hadjián junto a su esposa.

Bedrós Hadjián (en armenio: Պետրոս Հաճեան, Jarablus, 24 de enero de 1933 - Buenos Aires, 3 de septiembre de 2012) fue un educador, periodista y escritor sirio-armenio nacionalizado argentino.

## Biografía
Nació en Jarablus (Siria) el 24 de enero de 1933. Desde 1954 se dedicó a la docencia, dictando clases historia, lengua y literatura armenia en escuelas de Der El Zor y Alepo. En 1968-1970 ocupó el cargo de rector del liceo Karen Yeppé, de Alepo. Desde 1970 se estableció en Buenos Aires (Argentina), donde dirigió el Instituto Educativo San Gregorio El Iluminador hasta su retiro en 2007.
Hadjián tuvo una importante actuación pública, política y editorial en las comunidades de la diáspora armenia. Ejerció como subdirector del diario Arevelk de Alepo, dirigiendo luego la redacción del diario Armenia de Buenos Aires (1971-1986). En 1984 fue condecorado con la insignia Surp Sahag- Surp Mesrob por el Catolicós Vazken I.
Bedrós Hadjián es autor de varios libros de literatura, de historia y de textos escolares en idioma armenio, español e inglés. Falleció en Buenos Aires el 3 de septiembre de 2012.
- Datos: Q4879422